# Luca Tarigo (cacciatorpediniere)
Il Luca Tarigo è stato un esploratore e successivamente un cacciatorpediniere della Regia Marina.

## Storia

### Nome e motto
Il Tarigo prese nome dal navigatore genovese Luca Tarigo vissuto nel XIV secolo. Poco si conosce della sua vita, se non che fu audace, spregiudicato e praticò anche la pirateria. Dal Mar d'Azov risalì il Don, poi trasportando via terra la nave, giunse al Volga che seguì fino al Mar Caspio.
Il motto della nave, A voga arrancata, a spada tratta è un verso della Canzone del Sangue (da Merope, 1912) di Gabriele D'Annunzio.

### Gli anni Trenta

Il Tarigo dopo il primo ciclo di modifiche strutturali

Il Tarigo fu la prima unità della classe ad entrare in servizio, nel novembre del 1929. I primi mesi di esercitazioni in mare aperto resero evidenti i difetti di stabilità che caratterizzavano il progetto originario di queste unità. Per questo motivo, anche in previsione dell'utilizzo di questi esploratori in appoggio alla crociera aerea transatlantica Italia-Brasile degli idrovolanti di Italo Balbo, il Tarigo rientrò in cantiere per essere sottoposto al primo ciclo di grandi lavori di alleggerimento e riduzione delle sovrastrutture, che comportarono anche la sostituzione di timone e tubi lanciasiluri.
Ne uscì nell'ottobre del 1930 ed a dicembre partì con le unità gemelle per la lunga crociera atlantica. Partito il 1º dicembre 1930, il Tarigo fece ritorno da tale missione il 18 marzo 1931, quando rientrò a Gaeta.
Al rientro da questa missione il Tarigo svolse la normale attività del Gruppo Esploratori di cui faceva parte e l'8 dicembre 1931 ricevette a Genova la bandiera di combattimento.
Dal 1937 al 1938, durante la guerra civile spagnola, l'unità svolse missioni sia di scorta che di trasporto truppe italiane dirette in Spagna a sostegno dell'esercito franchista. Tra i porti toccati nel periodo Cadice, Tangeri, Ceuta e Malaga. Nel corso del 1938 stazionò a Palma di Maiorca.
Nel 1938 fu declassato cacciatorpediniere, entrando a far parte della XIV Squadriglia Cacciatorpediniere. Nel 1939 stazionò a Tangeri con area d'operazioni nello stretto di Gibilterra. Nel novembre 1939 assunse il comando dell'unità il capitano di fregata Pietro de Cristofaro, che avrebbe mantenuto il comando della nave sino alla sua perdita. Nel dicembre dello stesso anno (dopo qualche mese trascorso in Mar Tirreno) fu trasferito a Rodi ed assegnato alla XVI Squadriglia del Comando Forze Navali dell'Egeo, dove rimase fino all'aprile 1940.
Rientrato alla Spezia fu poi messo in riserva ed inviato ai cantieri O.T.O. di Livorno dove fu sottoposto, come quasi tutte le unità gemelle, al secondo ciclo di lavori (allargamento dello scafo e modifica della prora), che, iniziati il 6 maggio, ebbero fine solo a guerra già iniziata, il 10 agosto 1940.

### La seconda guerra mondiale
Tornato in servizio Tarigo fu assegnato alla XIV Squadriglia Cacciatorpediniere con base inizialmente a Taranto, poi a Trapani e a Palermo. I suoi compiti consistevano principalmente in missioni di scorta a convogli veloci di trasporto truppe sulla rotta Napoli-Palermo-Tripoli, nonché nella posa di mine.
Nella notte tra il 7 e l'8 ottobre 1940 il Tarigo, insieme ai gemelli Vivaldi e da Noli, posò un campo minato al largo di Capo Bon: su queste mine affondò successivamente il cacciatorpediniere britannico Hyperion.
Intorno alle otto del mattino del 12 ottobre salpò da Messina insieme alle due unità sezionarie ed agli incrociatori della III Divisione (Trento, Trieste, Bolzano) per soccorrere le unità coinvolte nello scontro di Capo Passero; quando si vide che le navi superstiti non necessitavano di soccorsi, le unità partite da Messina si misero alla ricerca delle unità inglesi, cercandole fino ad oltre mezzogiorno senza però individuarle.
Nella notte tra il 7 e l'8 gennaio 1941, insieme ai gemelli Vivaldi, Da Noli e Malocello ed alle torpediniere Vega e Sagittario, effettuò la posa dei campi minati «X 2» ed «X 3» (180 mine ciascuno) al largo di Capo Bon.
Il 22 gennaio rilevò, insieme a Vivaldi, Da Noli e Malocello, i cacciatorpediniere Freccia e Saetta nella scorta, sulla rotta Napoli-Trapani, ai trasporti truppe Marco Polo, Conte Rosso, Esperia e Victoria: il convoglio giunse indenne a Tripoli il 24, nonostante un attacco portato dal sommergibile HMS Unique contro l’Esperia, che non fu nemmeno notato.
Dal 5 al 7 febbraio scortò da Napoli a Tripoli, insieme ai cacciatorpediniere Freccia e Saetta (ai quali poi si aggregò, il 6, l'incrociatore leggero Bande Nere) un convoglio formato dai trasporti truppe Marco Polo, Conte Rosso, Esperia e Calitea; scortò inoltre le navi sulla rotta di rientro, dal 9 all'11 febbraio.
Dal 3 al 6 marzo scortò da Napoli a Tripoli, insieme al cacciatorpediniere Freccia ed alla torpediniera Castore, un convoglio di rifornimenti per il Deutsches Afrikakorps (piroscafi Arta, Adana, Aegina, Sabaudia).
Il 1º aprile salpò da Napoli diretto a Tripoli, di scorta – insieme ai cacciatorpediniere Euro e Baleno ed alle torpediniere Polluce e Partenope – ad un convoglio composto dai trasporti truppe Esperia, Conte Rosso, Marco Polo e Victoria: le navi giunsero a destinazione l'indomani.

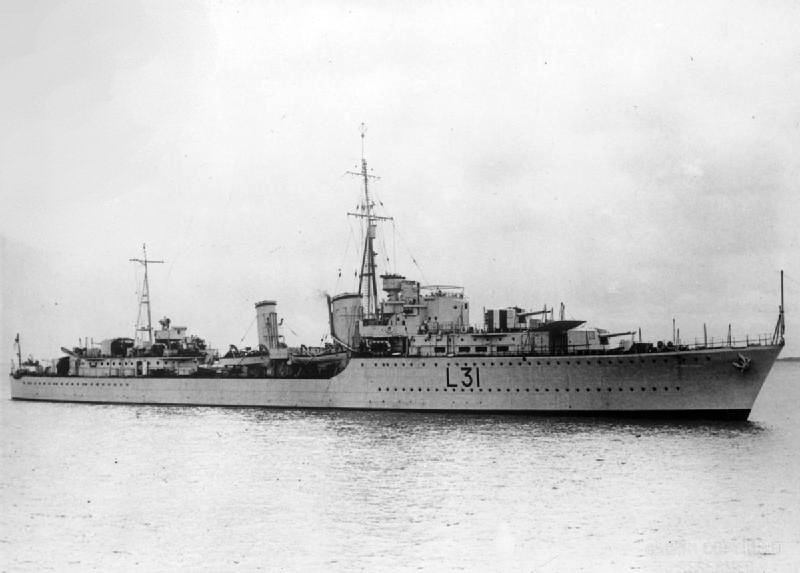
Il cacciatorpediniere britannico Mohawk, affondato dal Tarigo nel combattimento che portò alla sua perdita

Il 13 aprile, di sera, salpò da Napoli per Tripoli al comando del capitano di fregata Pietro De Cristofaro (nato a Napoli il 1 settembre 1900) in qualità di caposcorta del convoglio «Tarigo», formato dai piroscafi Arta, Adana, Aegina, Iserlohn e Sabaudia, carichi di munizioni, carburante, veicoli, carri armati, truppe ed equipaggiamenti per l'Afrika Korps e scortato, oltre che dal Tarigo, dai più piccoli cacciatorpediniere Lampo e Baleno. Nella notte tra il 14 ed il 15 il convoglio fu disperso dal maltempo; ricomposto, fu poi avvistato da ricognitori britannici. Alle 2.20 del 16 aprile, giunto all'altezza delle secche di Kerkennah (costa tunisina) il convoglio fu attaccato a sorpresa dai cacciatorpediniere HMS Jervis, HMS Janus, HMS Nubian e HMS Mohawk: nel violento scontro che ne seguì affondarono il Sabaudia, l’Aegina e l’Iserlohn, l’Arta, l’Adana, il Lampo ed il Baleno, ridotti a relitti galleggianti, finirono incagliati sulle secche. Trovandosi in testa al convoglio, mentre le navi inglesi attaccavano da poppa, il Tarigo fu l'ultima unità ad essere attaccata; invertì la rotta e si portò al contrattacco ormai solo contro i quattro cacciatorpediniere nemici. Mentre manovrava per portarsi al contrattacco, la nave fu centrata sotto la plancia: gli apparati di governo e trasmissione degli ordini andarono distrutti, il comandante De Cristofaro fu ferito mortalmente e mutilato di una gamba, molti altri uomini restarono uccisi o feriti; vennero quindi azionati gli organi di governo poppieri, ed il Tarigo si portò a poche centinaia di metri dalle quattro navi inglesi: nel violento combattimento la nave fu ripetutamente centrata ed incendiata, l'armamento fu posto fuori uso, l'equipaggio massacrato, le macchine distrutte (il direttore di macchina, capitano del Genio Navale Luca Balsofiore, accecato da un colpo, si fece portare in coperta e morì accanto a De Cristofaro dopo avergli detto che l'apparato motore era inservibile); un gruppo di superstiti, guidati dal sottotenente di vascello Ettore Besagno, raggiunse l'unico complesso lanciasiluri ancora funzionante. Il sottocapo silurista Adriano Marchetti (poi scomparso in mare) puntò e lanciò tre siluri: due colpirono il cacciatorpediniere HMS Mohawk, che, con 43 morti a bordo ed irrimediabilmente danneggiato, si dovette autoaffondare. Terminato lo scontro il comandante De Cristofaro ordinò ai superstiti di cercare di domare gli incendi, ma poco dopo, dato che la nave stava sbandando, diede ordine di abbandonare la nave e morì. Il Tarigo affondò alle tre di notte del 16 aprile, 500 metri a sud della boa n. 3 delle secche di Kerkennah.
Nel combattimento e nel successivo affondamento morirono o scomparvero il comandante De Cristofaro, altri 7 ufficiali (tra gli ufficiali del Tarigo si ebbero soli 3 sopravvissuti su 11) e la quasi totalità dell'equipaggio, lasciando solo 36 sopravvissuti. Alla memoria del comandante De Cristofaro e del direttore di macchina Balsofiore fu conferita la Medaglia d'oro al valor militare.
Nel corso del conflitto il Tarigo aveva effettuato 30 missioni di guerra per un totale di circa 18.000 miglia di navigazione.
Nel 1950-1951 il relitto della nave venne individuato a scarsa profondità dalla società «MICOPERI» (Minio Contivecchi Recuperi) e parzialmente smantellato per recuperarne i metalli pregiati.

### Comandanti
Capitano di fregata Pietro De Cristofaro (nato a Napoli il 1 settembre 1900) (+) (1º novembre 1939 - 16 aprile 1941)